# Tomcsányi Móric
Tomcsányi Tomcsányi Móric (Temesvár, 1878. március 21. – Budapest, 1951. június 12.) magyar jogtudós, jogász, egyetemi tanár, a Magyar Tudományos Akadémia rendes tagja. Fő kutatási területe a közjog volt, azon belül a közigazgatási és az alkotmányjog elismert szakértője volt.
Tomcsányi Vilmos Pál (1880–1959) jogász, politikus, igazságügy-miniszter bátyja, Tomcsányi Pál (1924) agrármérnök, akadémikus nagybátyja.

## Életútja
Apja, tomcsányi Tomcsányi Mór (1830–1913) jogász, Turóc vármegyei alispán, anyja, muthnai és nagycsepcsényi Vladár Mária (1851–1922) volt.
Felsőfokú tanulmányait a budapesti és a párizsi egyetemeken végezte. 1901-ben jog- és államtudományi doktori oklevelet szerzett. Ezt követően másfél évig ausztriai, német- és franciaországi, majd nagy-britanniai tanulmányúton járt. Hazatérése után ügyvédi vizsgát tett, s 1917-ig a budapesti Kincstári Jogügyi Igazgatóság, majd a pénzügy-minisztérium tisztviselőjeként dolgozott. 1917–1918-ban Turóc vármegye főispáni hivatalát viselte. 1918-ban császári és királyi kamarási címmel vonult vissza a közigazgatásból.
Tisztviselői pályafutásával párhuzamosan 1906-ban a közigazgatási jog magántanárává habilitált a Budapesti Tudományegyetemen. 1922 után a magyar közjog és közigazgatási jog nyilvános rendes tanáraként oktatott az immár Pázmány Péter nevét viselő tanintézetben, egészen 1945-ös nyugdíjazásáig. 1929–1930-ban és 1941–1942-ben a jog- és államtudományi kar dékánja volt.
Az 1920-as évektől a magyar–jugoszláv vegyes döntőbíróság magyar bírájaként tevékenykedett. 1928-tól 1944-ig a Pázmány Péter Tudományegyetem jogi karának képviseletében a felsőház tagja volt, 1943-tól magyar királyi titkos tanácsosi címmel.

## Munkássága
Jogtudományi írásaiban, tanulmányaiban a közigazgatási jog és az alkotmányjog legkülönfélébb kérdéseivel, a közjog és magánjog viszonyrendszerével foglalkozott. Szemléletét a klasszikus és rendszeres jogdogmatika jellemezte, de az organikus jogfejlődést valló történeti jogi iskola hatása is érvényesült munkásságában. Behatóan tanulmányozta a közigazgatás alapintézményeit, a közhivatalok és az állam vagyoni felelősségét, a különböző szintű (államhatalmi, önkormányzati stb.) rendeletek jogerejét, az egyesületi jogot, a rendészeti közigazgatási szerveket, valamint a gondnokság és gyámság jogi intézményeit.
Jogi tudását és szakértelmét a törvényhozói munkában is kamatoztathatta. Öccse, Tomcsányi Vilmos Pál igazságügy-minisztersége idején hozzájárult az 1920. évi közigazgatási reformhoz: közreműködött a tanácsköztársaság utáni alkotmányosság helyreállításáról és az állami főhatalom ideiglenes rendezéséről szóló 1920. évi I. törvény előkészítésében. Emellett előadója volt az országgyűlési képviselők választásáról szóló 1925. évi XXVI., a felsőház jogkörének szabályozásáról szóló 1926. évi XXII., valamint a kormányzói jogkör kiterjesztéséről szóló 1937. évi XIX. törvénycikkelyeknek.
Magyarország közjogi rendszerét összefoglaló monográfiája 1926 és 1943 között öt kiadást ért meg.

### Társasági tagságai és elismerései
1928-ban a Magyar Tudományos Akadémia levelező, 1943-ban rendes tagjává választották. Az Akadémia 1949. évi átszervezésekor tanácskozó taggá minősítették, s rendes tagságát csak 1989-ben posztumusz állították vissza. 1944-ig elnöke volt a Felsőoktatásügyi Egyesületnek, emellett elnökölte a Magyar Jogász Egylet közjogi szakosztályát, valamint a Nemzetközi Légijogi Bizottság magyar csoportját. 1939-től 1944-ig tagja volt a Magyar–Német Társaság igazgatótanácsának, valamint társelnöke a Magyar Ebtenyésztők Országos Egyesületének.

### Főbb művei
- A vagyoni felelősség elve a közigazgatásban: Az állam (közhivatalnokok) vagyoni felelősségének rendszere. Budapest: Politzer. 1905.   Online
- Önkormányzat és decentralizáció. Budapest: Athenaeum. 1911.
- A közigazgatási jogviszony. Budapest: Politzer. 1912.
- Jogerő a közigazgatási jogban. Budapest: Franklin. 1916.
- A magyar közigazgatási jog alapintézményei. Budapest: szerző. 1926.
- Magyar közjog: Alkotmányjog. Budapest: szerző. 1926.
- Rendészet, közigazgatás, bírói jogvédelem. Budapest: MTA. 1929.   REAL-EOD
- Magyarország közjoga. Budapest: szerző. 1932.
- Magyar közigazgatási és pénzügyi jog: Különös szakigazgatási rész. Budapest: szerző. 1933.
- Közjog - magánjog. Budapest: MTA. 1944.   REAL-EOD

### Reprintben megjelent művei
- Tomcsányi Móric: A magyar közigazgatási jog alapintézményei. Patyi András és Koi Gyula bevezető tanulmányával. Sorozatszerkesztők: Patyi András - Trócsányi László. Államtudományi klasszikusok 5. Budapest, 2017. xxii., 402. Dialóg Campus. /Előtanulmány: Patyi András - Koi Gyula: "Becsületes törekvéssel, lelkiismeretesen és szeretettel írtam." Bevezető tanulmány Tomcsányi Móric közigazgatási jogtudományi alapmunkájának reprint kiadásához. i-xxii./ (ISBN 9786155680717)

## További művei
- Rendészet, közigazgatás, bírói jogvédelem. Budapest, 1929
- Közjog - magánjog. Budapest, 1944